# Rat struja
Rat struja naziv je za sukob između Georgea Westinghousea koji je zagovarao široku primjenu izmjenične struje koja je mnogo učinkovitija od istosmjerne struje koja se nalazila u širokoj primjeni i čiju je prevlast zagovarao Thomas Edison. Westinghouse je bio  svjestan nadolaska  novih europskih AC sustava temeljenih na transformatorima koji su se koristili već 1885. u Europi, o kojima je čitao  u britanskom tehničkom časopisu Engineering, kao i indukcijskog motora i višefaznog sustava koji su, među ostalima, neovisno razvijali Nikola Tesla i Galileo Ferraris. 
U samim početcima prijenosa električne struje, istosmjerna struja bila je standard u SAD-u i Europi. Ona se, međutim, mogla prenositi na vrlo male udaljenosti i time je zahtijevala raširenu i skupu infrastrukturu. Westinghouse je u svojoj tvrtci Westinghouse Electric & Manufacturing Company okupio najbolje elektroinženjere svoga vremena i počeo tržišnu utakmicu naglašavajući prednosti izmjenične struje. 
Edison je pobjedu pokušao ostvariti javnim smaknućem životinja izmjeničnom strujom uspoređujući je s istosmjernom strujom kao tobože potpuno sigurnom za ljudsko tijelo.